# Unity Tour
El Unity Tour fue la primera gira de la banda estadounidense The Jacksons en tres décadas.

## Lista de canciones
- 1. "Can You Feel It"
- 2. "Blame It On The Boogie"
- 3. "I Wanna Be Where You Are" (from Michael Jackson's Got To Be There)
- 4. "Rock With You"
- 5. "Show You The Way To Go"
- 6. "Lovely One"
- 7. "We're Here To Entertain You" (Video Interlude)
- 8. "Good Times"
- 9. "Lookin' Through the Windows"
- 10. "Time Waits for No One"
- 11. "Heaven Knows I Love You, Girl"
- 12. "Push Me Away"
- 13. "Man of War"
- 14. "Gone Too Soon"
- 15. "The Jackson 5 Medley"
  - "I Want You Back"
  - "ABC"
  - "The Love You Save"
  - "Never Can Say Goodbye"
- 16. "All I Do Is Think Of You"
- 17. "I'll Be There"
- 18. "Dynamite"
- 19. "Let's Get Serious"  (Replaced by "When the Rain Begins to Fall" for the European leg of the tour.)
- 20. "Do What You Do" (Omitted from the European leg of the tour.)
- 21. "Can't Let Her Get Away" (includes Band Introduction)
- 22. "This Place Hotel"
- 23. "Wanna Be Startin' Somethin'"
- 24. "Don't Stop 'Til You Get Enough"
- 25. "Shake Your Body (Down To The Ground)"

## Fechas de la gira
| Fecha                   | Ciudad           | País                 | Lugar                                      |
| ----------------------- | ---------------- | -------------------- | ------------------------------------------ |
| Norteamérica            |                  |                      |                                            |
| 20 de junio de 2012     | Rama             | Canadá               | Casino Rama Entertainment Centre           |
| 22 de junio de 2012     | Merrillville     | Estados Unidos       | Star Plaza Theatre                         |
| 23 de junio de 2012     | Detroit          | Estados Unidos       | Fox Theatre                                |
| 28 de junio de 2012     | New York City    | Estados Unidos       | Apollo Theater                             |
| 29 de junio de 2012     | Atlantic City    | Estados Unidos       | Borgata Event Center                       |
| 30 de junio de 2012     | Englewood        | Estados Unidos       | Bergen Performing Arts Center              |
| 1 de julio de 2012      | Baltimore        | Estados Unidos       | Modell Performing Arts Center              |
| 8 de julio de 2012      | Atlanta          | Estados Unidos       | Chastain Park Amphitheater                 |
| 17 de julio de 2012     | Albuquerque      | Estados Unidos       | The Pavilion                               |
| 18 de julio de 2012     | Phoenix          | Estados Unidos       | Comerica Theatre                           |
| 20 de julio de 2012     | North Las Vegas  | Estados Unidos       | The Club at Cannery Casino                 |
| 21 de julio de 2012     | Valley Center    | Estados Unidos       | Open Sky Theater                           |
| 22 de julio de 2012     | Los Ángeles      | Estados Unidos       | Greek Theatre                              |
| 27 de julio de 2012     | Saratoga         | Estados Unidos       | Mountain Winery Amphitheatre               |
| 28 de julio de 2012     | Lincoln City     | Estados Unidos       | Chinook Winds Showroom                     |
| 29 de julio de 2012     | Snoqualmie       | Estados Unidos       | Mountain View Plaza                        |
| 11 de agosto de 2012    | New York City    | Estados Unidos       | Coney Island                               |
| 31 de agosto de 2012    | Cabazon          | Estados Unidos       | Morongo Ballroom                           |
| 12 de octubre de 2012   | Richmond         | Canadá               | River Rock Show Theatre                    |
| 19 de octubre de 2012   | Washington D. C. | United States        | Howard Theatre                             |
| 20 de octubre de 2012   | Biloxi           | United States        | Beau Rivage Theatre                        |
| Europa                  |                  |                      |                                            |
| 8 de noviembre de 2012  | Antwerp          | Belgium              | Sportpaleis                                |
| 9 de noviembre de 2012  | Antwerp          | Belgium              | Sportpaleis                                |
| 10 de noviembre de 2012 | Antwerp          | Belgium              | Sportpaleis                                |
| 16 de noviembre de 2012 | Antwerp          | Belgium              | Sportpaleis                                |
| 17 de noviembre de 2012 | Antwerp          | Belgium              | Sportpaleis                                |
| 23 de noviembre de 2012 | Róterdam         | Netherlands          | Ahoy Rotterdam                             |
| 24 de noviembre de 2012 | Róterdam         | Netherlands          | Ahoy Rotterdam                             |
| 25 de noviembre de 2012 | Róterdam         | Netherlands          | Ahoy Rotterdam                             |
| 26 de noviembre de 2012 | Róterdam         | Netherlands          | Ahoy Rotterdam                             |
| 27 de noviembre de 2012 | Róterdam         | Netherlands          | Ahoy Rotterdam                             |
| Asia                    |                  |                      |                                            |
| 30 de noviembre de 2012 | Abu Dhabi        | United Arab Emirates | du Arena                                   |
| 6 de diciembre de 2012  | Tokyo            | Japón                | Tokyo International Forum                  |
| 7 de diciembre de 2012  | Tokyo            | Japón                | Tokyo International Forum                  |
| 9 de diciembre de 2012  | Osaka            | Japón                | OICC Event Hall                            |
| 12 de diciembre de 2012 | Seri Kembangan   | Malaysia             | Palace of the Golden Horses Royal Ballroom |
| 13 de diciembre de 2012 | Kuala Lumpur     | Malaysia             | Stadium Negara                             |
| 15 de diciembre de 2012 | Kallang          | Singapur             | Singapore Indoor Stadium                   |
| Europa                  |                  |                      |                                            |
| 5 de febrero de 2013    | Dortmund         | Germany              | Westfalenhallen                            |
| 6 de febrero de 2013    | Frankfurt        | Germany              | Jahrhunderthalle                           |
| 9 de febrero de 2013    | Vienna           | Austria              | Wiener Stadthalle                          |
| 11 de febrero de 2013   | Rome             | Italy                | Atlántico Live                             |
| 12 de febrero de 2013   | Milán            | Italy                | Discoteca Alcatraz Milano                  |
| 17 de febrero de 2013   | Ulm              | Germany              | Ratiopharm Arena                           |
| 18 de febrero de 2013   | Berlín           | Germany              | Tempodrom                                  |
| 20 de febrero de 2013   | Copenhague       | Denmark              | Falkoner Teatret                           |
| 21 de febrero de 2013   | Oslo             | Norway               | Oslo Spektrum                              |
| 22 de febrero de 2013   | Stockholm        | Sweden               | Stockholm Waterfront Congress Centre       |
| 24 de febrero de 2013   | Helsinki         | Finland              | Hartwall Areena                            |
| 26 de febrero de 2013   | Birmingham       | England              | NIA Academy                                |
| 27 de febrero de 2013   | Manchester       | England              | O2 Apollo Manchester                       |
| 28 de febrero de 2013   | Glasgow          | England              | Clyde Auditorium                           |
| 2 de marzo de 2013      | Bournemouth      | England              | Pavilion Theatre                           |
| 3 de marzo de 2013      | London           | England              | Hammersmith Apollo                         |
| 5 de marzo de 2013      | Munich           | Germany              | Olympiahalle                               |
| 6 de marzo de 2013      | Antwerp          | Belgium              | Lotto Arena                                |
| 7 de marzo de 2013      | Ámsterdam        | Netherlands          | Heineken Music Hall                        |
| 10 de marzo de 2013     | Düsseldorf       | Germany              | Mitsubishi Electric Halle                  |
| Australasia             |                  |                      |                                            |
| 14 de marzo de 2013     | Perth            | Australia            | Perth Arena                                |
| 16 de marzo de 2013     | Sídney           | Australia            | Sídney Entertainment Centre                |
| 17 de marzo de 2013     | Wollongong       | Australia            | WIN Entertainment Centre                   |
| 19 de marzo de 2013     | Melbourne        | Australia            | The Plenary                                |
| 21 de marzo de 2013     | Newcastle        | Australia            | Newcastle Civic Theatre                    |
| 24 de marzo de 2013     | Brisbane         | Australia            | Riverstage                                 |
| 26 de marzo de 2013     | Auckland         | New Zealand          | Vector Arena                               |
| Africa                  |                  |                      |                                            |
| 28 de mayo de 2013      | Rabat            | Marruecos            | OLM Souissi                                |
| Norteamérica            |                  |                      |                                            |
| 30 de junio de 2013     | Los Ángeles      | Estados Unidos       | Staples Center                             |
| 25 de julio de 2013     | Nuevo Brunswick  | Estados Unidos       | State Theatre                              |
| 26 de julio de 2013     | Westbury         | Estados Unidos       | NYCB Theatre at Westbury                   |
| 27 de julio de 2013     | Atlantic City    | Estados Unidos       | Borgata Music Box                          |

Shows cancelados
| 18 de junio de 2012 | Louisville, Kentucky      | The Louisville Palace            | Cancelado |
| 19 de junio de 2012 | Cincinnati, Ohio          | Riverbend Music Center           | Cancelado |
| 24 de junio de 2012 | Kettering, Ohio           | Fraze Pavilion                   | Cancelado |
| 26 de junio de 2012 | Cleveland, Ohio           | Jacobs Pavilion at Nautica       | Cancelado |
| 3 de julio de 2012  | Washington D. C.          | DAR Constitution Hall            | Cancelado |
| 6 de julio de 2012  | Raleigh, North Carolina   | Time Warner Cable Music Pavilion | Cancelado |
| 7 de julio de 2012  | Charlotte, North Carolina | Verizon Wireless Amphitheatre    | Cancelado |
| 10 de julio de 2012 | Nashville, Tennessee      | Ryman Auditorium                 | Cancelado |
| 11 de julio de 2012 | Saint Louis, Missouri     | Fox Theatre                      | Cancelado |
| 13 de julio de 2012 | Grand Prairie, Texas      | Verizon Theatre at Grand Prairie | Cancelado |
| 14 de julio de 2012 | Houston, Texas            | Bayou Music Center               | Cancelado |

### Ganancias a lo largo de la gira
| Lugar         | Ciudad      | Entradas vendidas   | Ganancias |
| ------------- | ----------- | ------------------- | --------- |
| Greek Theatre | Los Ángeles | 4,511 / 5,774 (78%) | $182,163  |